# هوب ويلكر
هوب ويلكر (بالإنجليزية: Hope Welker)‏ هي مليارديرة أسترالية.